# 십이면체

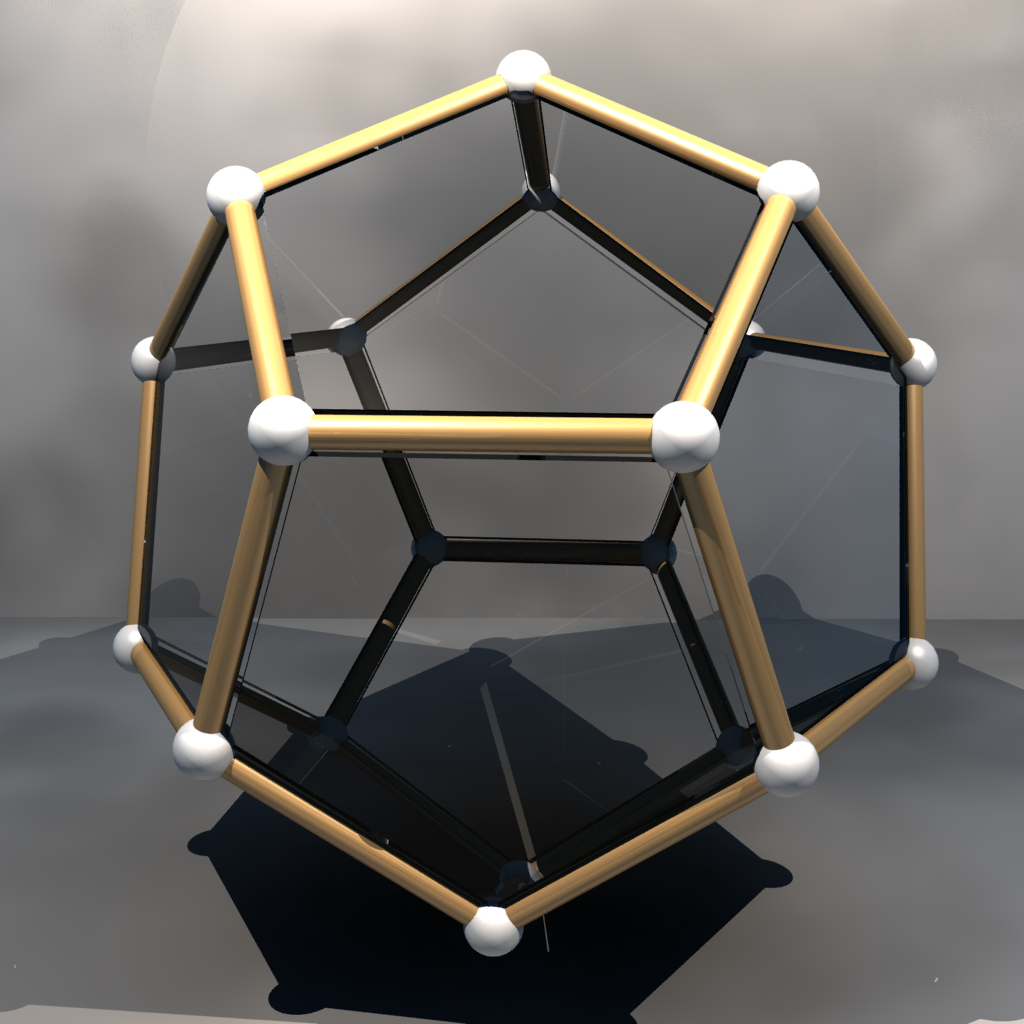

십이면체(十二面體)는 면이 12개인 다면체를 말한다. 대표적인 종류로는 정십이면체와 오각지붕이 있다. 이 밖에도 십각기둥과 십각뿔대, 십일각뿔, 그리고 엇오각기둥 등이 있다. 또한 오목한 정다면체 중에서는 작은 별모양 십이면체와 큰 십이면체, 큰 별모양 십이면체이다.

## 같이 보기
- 정백이십포체
- 오방십이면체
- 로마 십이면체
- 다듬은 정십이면체
- 깎은 정십이면체